# Блаже Конеський
Бла́же Ко́нески (Конеський) (мак. Блаже Конески; 19 грудня 1921, Небрегово — 7 грудня 1993, Скоп'є) — творець і один з кодифікаторів сучасної македонської літературної мови і відомий книжковий, культурний і суспільний діяч: поет, письменник, есеїст, літературний історик, філолог і лінгвіст, викладач і професор філософського факультету Університету Святих Кирила і Мефодія, Скоп'є.

## Біографія
Початкову школу пройшов в Небрегові і пізніше в Прилеп'ї. З 1934 по 1939 рр. навчався в гімназії в місті Крагуєвац, Сербія, де був одним з редакторів гімназійних журналів «Млади Шумадинац» і «Подмладак», в яких з'явились його перші вірші. В 1939 році під іменем Благоје Коњевић записався на медичний факультет Белградського університету, і, провчившись там рік, перевівся на філософський факультет того ж університету. В 1941—1944 рр. вивчав слов'янську філологію в Софії під іменем Благой Конєв.
Брав участь у комісії зі створення літературної македонської мови. Після закінчення Другої світової війни багато працював над її стандартизацією. Склав правила правопису і був редактором «Словника македонської мови». Заснував вивчення македоністіки в університеті Скоп'є і був ректором цього університету з 1958 по 1960. В 1967 став членом і до 1975 був першим головою Македонської академії наук і мистецтв. Також був членом і першим головою македонського відділення ПЕН-клубу і Співдружності Письменників Македонії.
Працював редактором літературних журналів «Нов ден» і «Македонски јазик».
Блаже Конеський — ключова фігура в розвитку македонської мови, але має заслуги й на міжнародному рівні. Був членом академій наук Загреба, Белграда, Сараєво, Чикаго, Лодзі і почесним доктором наук університетов Чикаго, Кракова і Скоп'є. Його роботи перекладені сербохорватською, словенською, албанською, турецькою, угорською, французькою, російською, італійською, грецькою, польською, румунською, німецькою, англійською мовами.

## Книги
- Земјата и љубовта (вірші, 1948)
- Македонски правопис со правописен речник (разом з Крумом Тошевим, 1950)
- Граматика на македонскиот литературен јазик (перша частина, 1952)
- За македонскиот литературен јазик (1952)
- Песни (1953)
- Граматика на македонскиот литературен јазик (друга частина, 1954)
- Везилка (вірші, 1955)
- Лозје (розповіді, 1955)
- Речник на македонскиот јазик (1961)
- Песни (1963)
- Историја на македонскиот јазик (1965)
- Речник на македонскиот јазик (другий том, 1965)
- Речник на македонскиот јазик (третій том, 1966)
- Стерна (вірші, 1966)
- Ракување (поема, 1969)
- Јазикот на македонската народна поезија (1971)
- Беседи и огледи (1972)
- Записи (вірші, 1974)
- Стари и нови песни (1979)
- Места и мигови (вірші, 1981)
- Чешмите (вірші, 1984)
- Македонскиот 19. век, јазични и книжевно-историски прилози (1986)
- Ликови и теми (есеї, 1987)
- Послание (вірші, 1987)
- Тиквешки зборник (монографія, 1987)
- Средба во рајот (вірші, 1988)
- Црква (вірші, 1988)
- Дневник по многу години (проза, 1988)
- Златоврв (вірші, 1989)
- Поезија (Константин Миладинов), казка (1989)
- Сеизмограф (поезија, 1989)
- Македонски места и теми (ессе, 1991),
- Небесна река (вірші і поетичні переклади, 1991),
- Светот на легендата и песната (ессе і нариси, 1993),
- Црн овен (вірші, 1993)

## Нагороди
- «11 Жовтня»
- «Брати Міладинови»
- «Ацо Шопов»
- Премія Хердера
- Премія Негоша
- Нагорода Антифашистського руху народного визволення Югославії
- «Золотий вінець» Стружських поетичних вечорів
- «Скендер Куленович»
- Нагорода Союзу письменників СРСР
- Нагорода за літературний опус «Думка»
- Рацинове признання
- «13 Листопада»